# Steinbach am Wald
Steinbach am Wald est une commune de Bavière (Allemagne), située dans l'arrondissement de Kronach, dans le district de Haute-Franconie.